# Efecto de concentración
En el estudio de los anestésicos inhalados, el efecto de concentración es el aumento en la tasa en que la relación Fa (concentración alveolar) / Fi (concentración inspirada) aumenta a medida que aumenta la concentración alveolar de ese gas. En términos generales, cuanto mayor es la concentración de gas administrado, más rápida es la concentración alveolar de ese gas que se aproxima a la concentración inspirada. En la práctica moderna solo es relevante para el óxido nitroso, ya que otros anestésicos inhalados se administran en concentraciones mucho más bajas debido a su mayor potencia. 